# Hospital Ángeles del Pedregal
El Hospital Ángeles del Pedregal es un hospital en Ciudad de México. Es el hospital insignia del sistema de salud Ángeles y del grupo empresarial del mismo nombre. 

## Historia
El hospital fue fundado en 1980 como Hospital Humana.
Fue adquirido por el Grupo Empresarial Ángeles en 1986.